# Cwmbran Town
Der Cwmbran Town Athletic Football Club (kurz: Cwmbran Town) ist ein Fußballverein aus Cwmbran (Wales). Der Verein wurde 1951 gegründet und spielt in der Gwent County League Division One, der fünfthöchsten Ligastufe im walisischen Fußball. 

## Geschichte
Cwmbran Town spielte anfangs in der Monmouthshire Senior League. Gespielt wurde im Cwmbran Park. 1960 schloss sich der Verein der Welsh Football League an und wechselte 1975 in das Cwmbran Stadium, wo der Verein auch heute noch spielt. 1978 stieg der Verein ab und brauchte drei Jahre, um wieder aufzusteigen. 1987 wurde Cwmbran Vizemeister, drei Jahre später scheiterte man nur knapp an der Meisterschaft. 
Cwmbran wurde 1992 Gründungsmitglied der League of Wales und wurde gleich deren erster Meister. Die Meisterschaft brachte dem Verein nach Europa. In der Qualifikation zum Europapokal der Landesmeister traf Cwmbran auf Cork City aus Irland. Das Heimspiel wurde nach einer 3:0-Führung nur mit 3:2 gewonnen. In Irland verlor Cwmbran mit 1:2 und schied aufgrund der Auswärtstore aus. 
Dreimal erreichte Cwmbran das Finale des walisischen Pokals, ging aber jedes Mal als Verlierer vom Platz. 1997 und 2003 hieß der Sieger Barry Town, während 2000 Bangor City den Pokal in Empfang nehmen durfte. 1998, 1999 und 2004 qualifizierte sich Cwmbran noch mal für den Europapokal. Jedes Mal war in der ersten Runde Endstation. Die Gegner hießen FC Național Bukarest, Celtic Glasgow und Maccabi Haifa.
In der Saison 2005/06 kämpfte Cwmbran lange gegen den Abstieg und hätte als Vorletzter eigentlich absteigen müssen. Da nur ein Zweitligist aufsteigen wollte, verblieb Cwmbran in der League of Wales. Zwar läuft es in der laufenden Saison sportlich besser, jedoch ist der Verein von finanziellen Problemen gebeutelt. Ende November 2006 tauchten erste Berichte über ausstehende Spielergehälter auf. Nach einem ersten Dementi gab der Verein am Ende des Monats zu, dass er die Spieler nicht mehr bezahlen konnte. Viele Leistungsträger verließen daraufhin den Verein. Um die Mannschaft zu stärken, kehrte Manager Sean Wharton auf den Platz zurück.
Cwmbran Town nahm insgesamt sechsmal an europäischen Wettbewerben teil, zuletzt in der Spielzeit 2003/04 am UEFA-Pokal. Die Gesamtbilanz: 12 Spiele, 1 Sieg, 11 Niederlagen, 6:39 Tore.

## Stadion
Cwmbran trägt seine Heimspiele im Cwmbran Stadium aus. Das Stadion hat eine Kapazität von 10.500 Plätzen, davon 2.000 überdachte Sitzplätze. Das Cwmbran Stadium gilt als das beste und komfortabelste Stadion der League of Wales. Trotzdem ist der Zuschauerschnitt mit 163 überraschend niedrig.

## Erfolge
- Walisischer Meister: 1993
- Walisischer Pokalfinalist: 1997, 2000, 2003